# علي الوحيمد
علي عبد الله الوحيمد لاعب كرة قدم سعودي، يلعب كمهاجم لعب سابقاً مع نادي النجوم.